# Kemenche

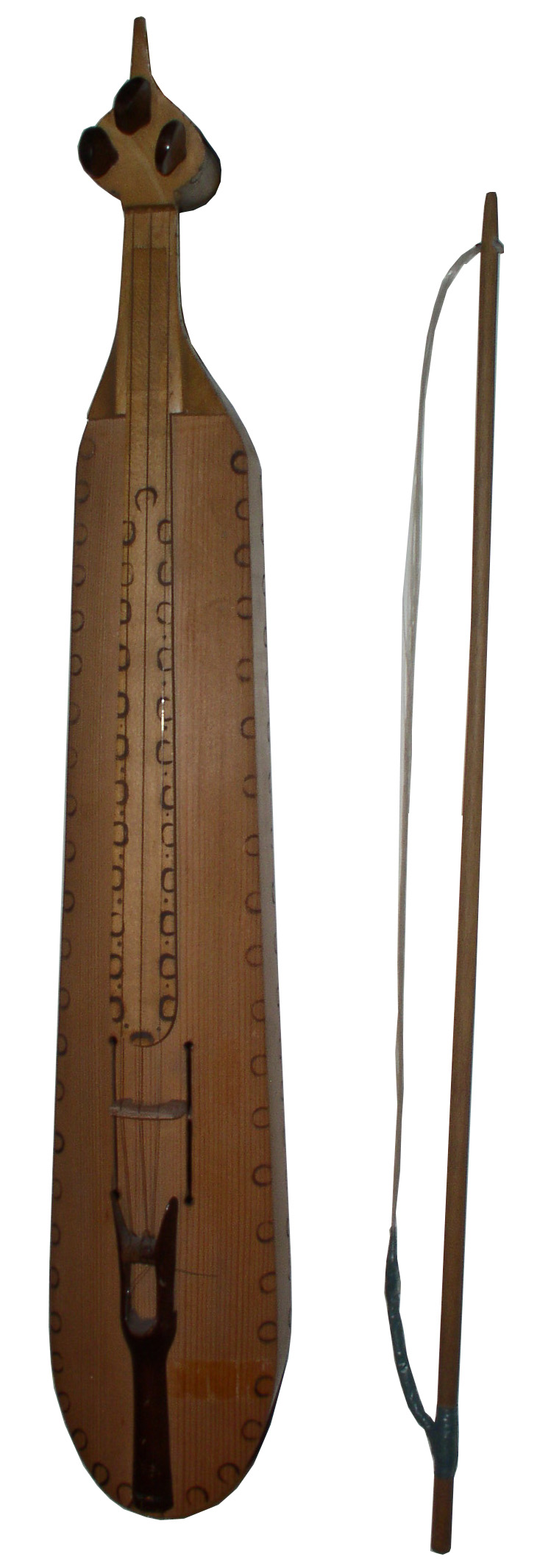
Kemenche del mar Negro

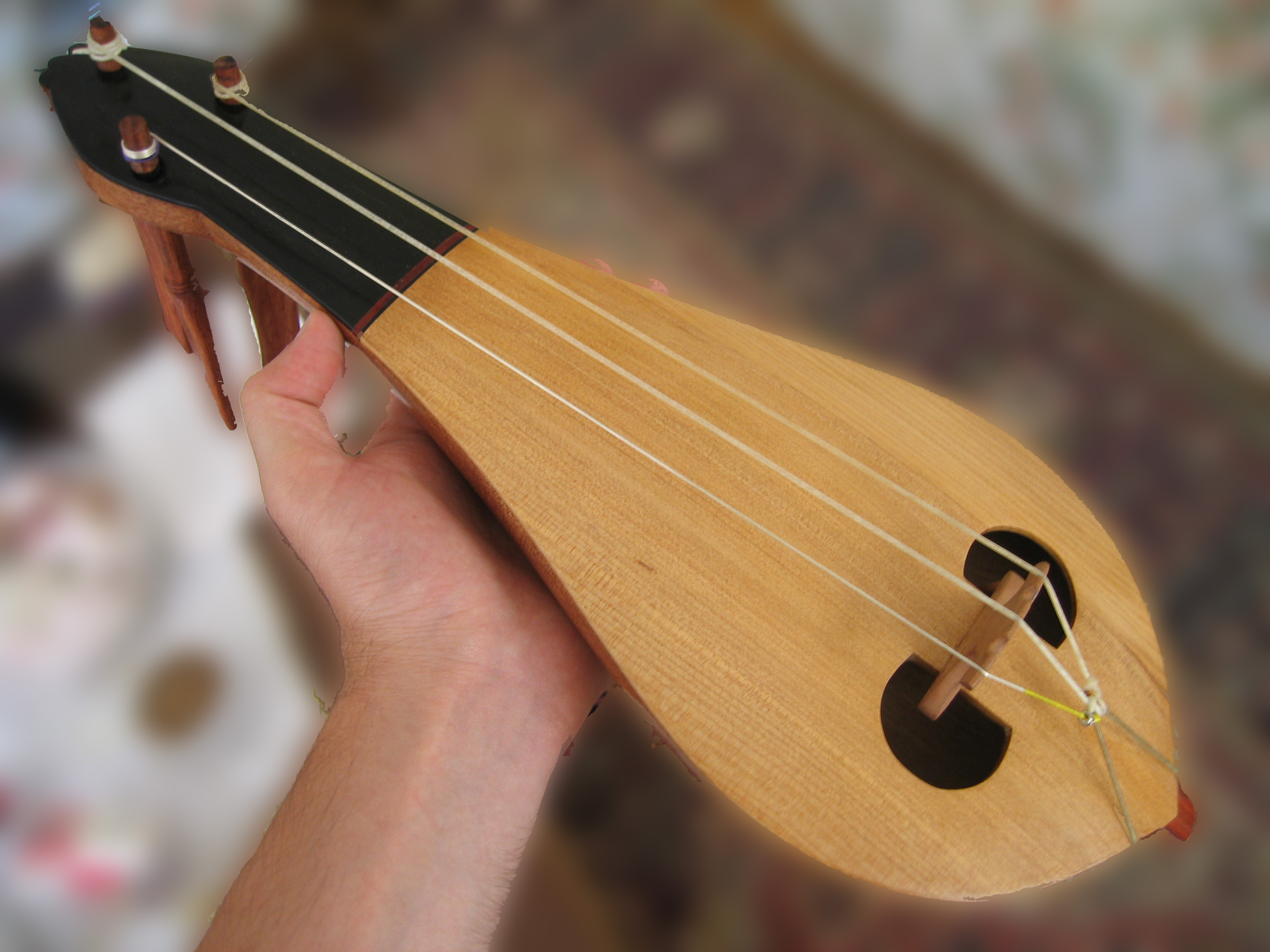
Kemenche clásico

Kemenche o kemençe es el nombre de varios tipos de instrumentos musicales de cuerda frotada que tiene su origen en el Mediterráneo Oriental —sobre todo Grecia, Irán, y Turquía— y las regiones adyacentes al mar Negro. Son instrumentos folklóricos que generalmente tienen tres cuerdas y que se tocan en posición vertical con su cola apoyada en la rodilla del músico.  El nombre kemençe se deriva del persa Kamancheh y significa simplemente "pequeño arco".

## Variantes
El kemenche del mar Negro (en turco Karadeniz kemençesi, en griego Pontic kemenche, Pontic lyra, Ποντιακή λύρα),  es un laúd en forma de caja (321.322), mientras que el kemenche clásico (o Klasik kemençe, Armudî kemençe, Politiki lyra) (en griego: Πολίτικη Λύρα), es un laúd en forma de tazón (321.321).
Otros instrumentos de arco tienen nombres que comparten la misma etimología persa, incluyendo el Kamancheh (o Kabak kemane en turco), un laúd espiga (321.31), y el kemane de Capadocia, un instrumento muy relacionado con el Kemenche del mar Negro con cuerdas simpáticas adicionales.